# Corynactis viridis
Corynactis viridis, comúnmente conocida como anémona joya, es un antozoo de colores brillantes similar en forma a una anémona de mar o un pólipo de coral escleractinio, pero perteneciente al orden Corallimorpharia. Se encuentra en el océano Atlántico nororiental y el mar Mediterráneo y fue descrito por primera vez por el naturalista irlandés George Allman en 1846. 

## Descripción
La columna de esta especie es lisa y aproximadamente cilíndrica, siendo ligeramente más ancha en la base y el disco oral que en el centro. La base puede crecer hasta un diámetro de unos 10 mm y a menudo tiene un contorno irregular; esto se debe a que el animal se divide por fisión longitudinal, y hay ocasiones en  las que los dos nuevos individuos quedan parcialmente unidos. Los individuos generalmente se encuentran en densas colonias, si bien cada animal solo está ligeramente adherido al sustrato y puede alejarse. Los tentáculos son de longitud corta a mediana, con ejes ahusados y puntas protuberantes, y están en dos verticilos; los tentáculos exteriores son más largos y los interiores más numerosos. El color de esta anémona es muy variable; la columna, los tentáculos y las puntas protuberantes pueden tener tonos contrastantes de color blanco, rosa, naranja, rojo y verde, mientras que el disco oral suele ser translúcido, ya sea liso o salpicado de blanco. Una forma común es verde esmeralda con tentáculos marrones con puntas carmesí, a menudo con el disco oral con un anillo marginal carmesí.

## Distribución y hábitat
Corynactis viridis se encuentra en el océano Atlántico nororiental y en el mar Mediterráneo. Su área de distribución incluye Escocia, Irlanda, las costas occidental y meridional de Inglaterra y Gales, el suroeste de Europa continental y los países que bordean el mar Mediterráneo. Su rango de profundidad se extiende desde la costa baja hasta la zona sublitoral, hasta profundidades de unos 80 m. Se encuentra en lugares poco iluminados sobre rocas, en particular paredes rocosas verticales, salientes y cuevas, y con frecuencia forma parches densos.

## Ecología
Además de la reproducción sexual ordinaria, Corynactis viridis se reproduce por fisión longitudinal; en este proceso, dos lados de la anémona se separan, partiendo al animal por la mitad, después de lo cual ambos fragmentos sanan y se convierten en nuevos individuos.

## Galería de imágenes

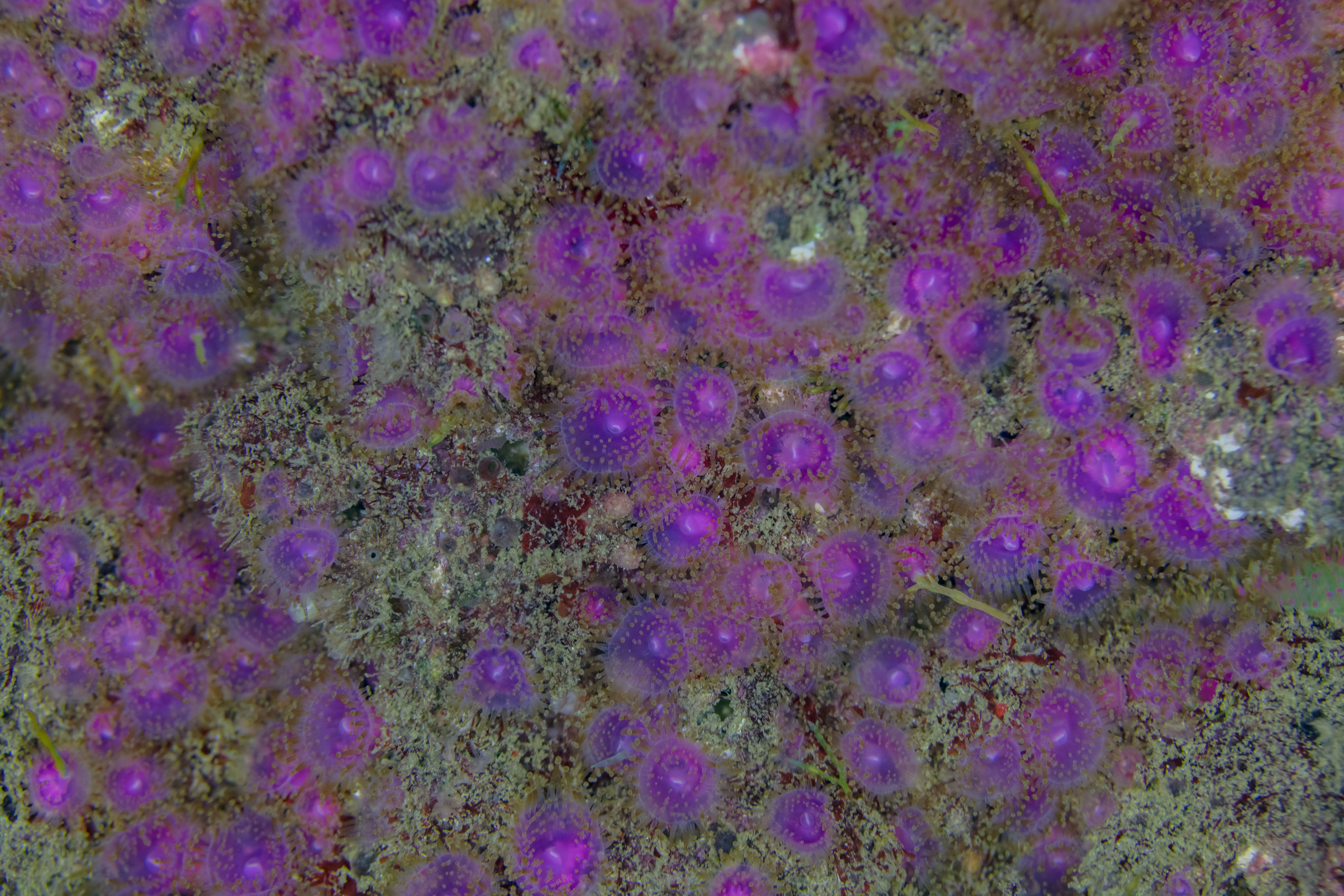
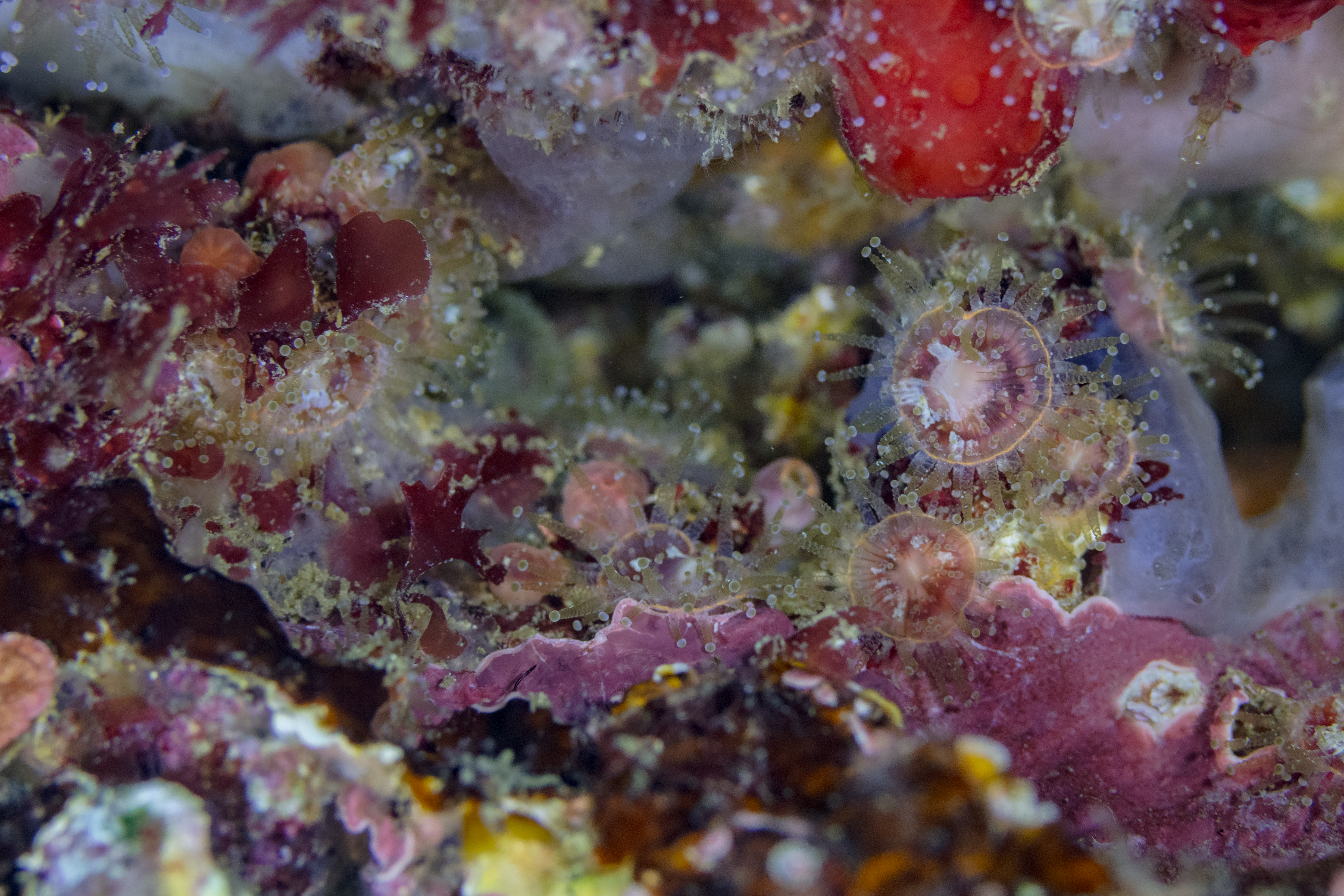
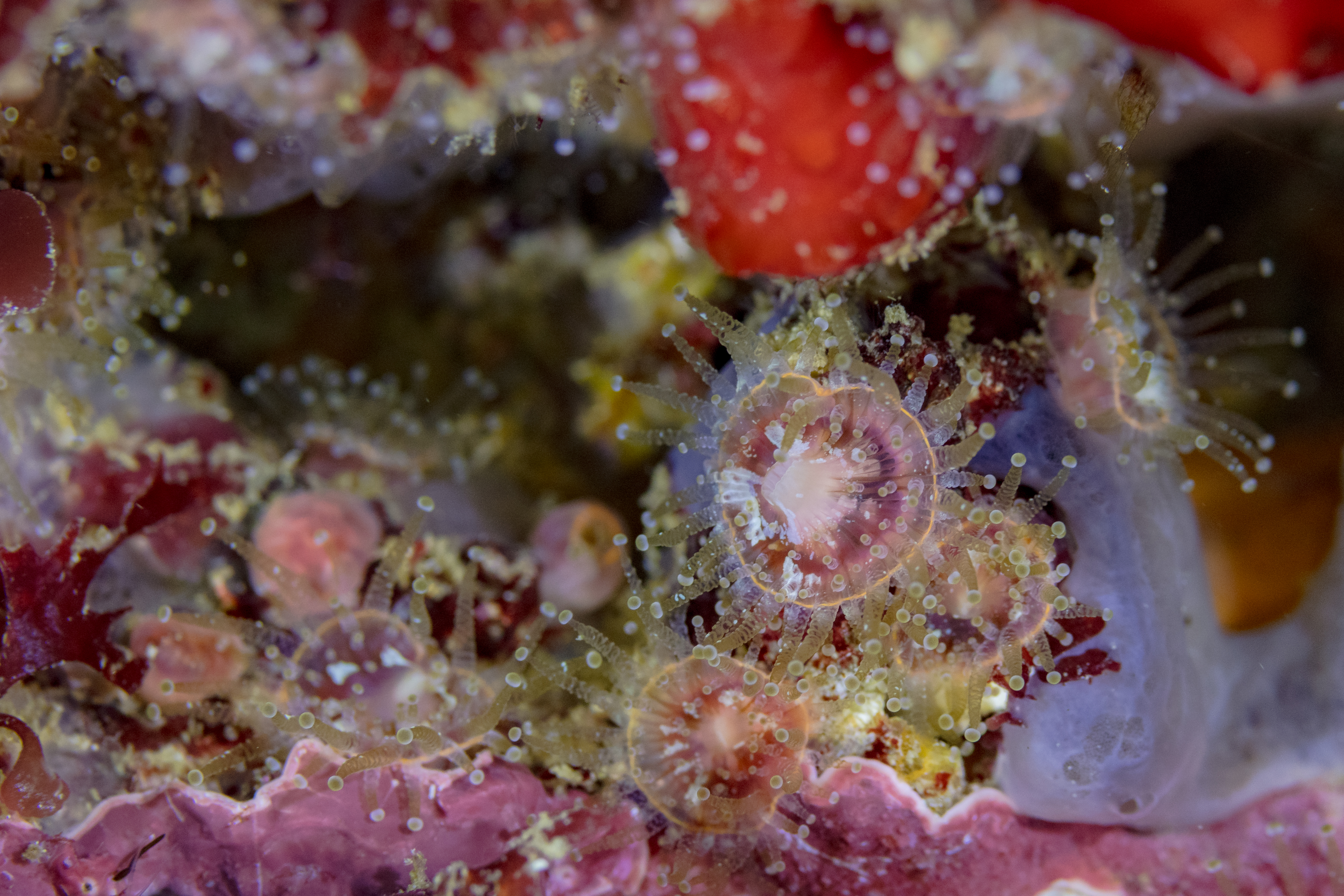
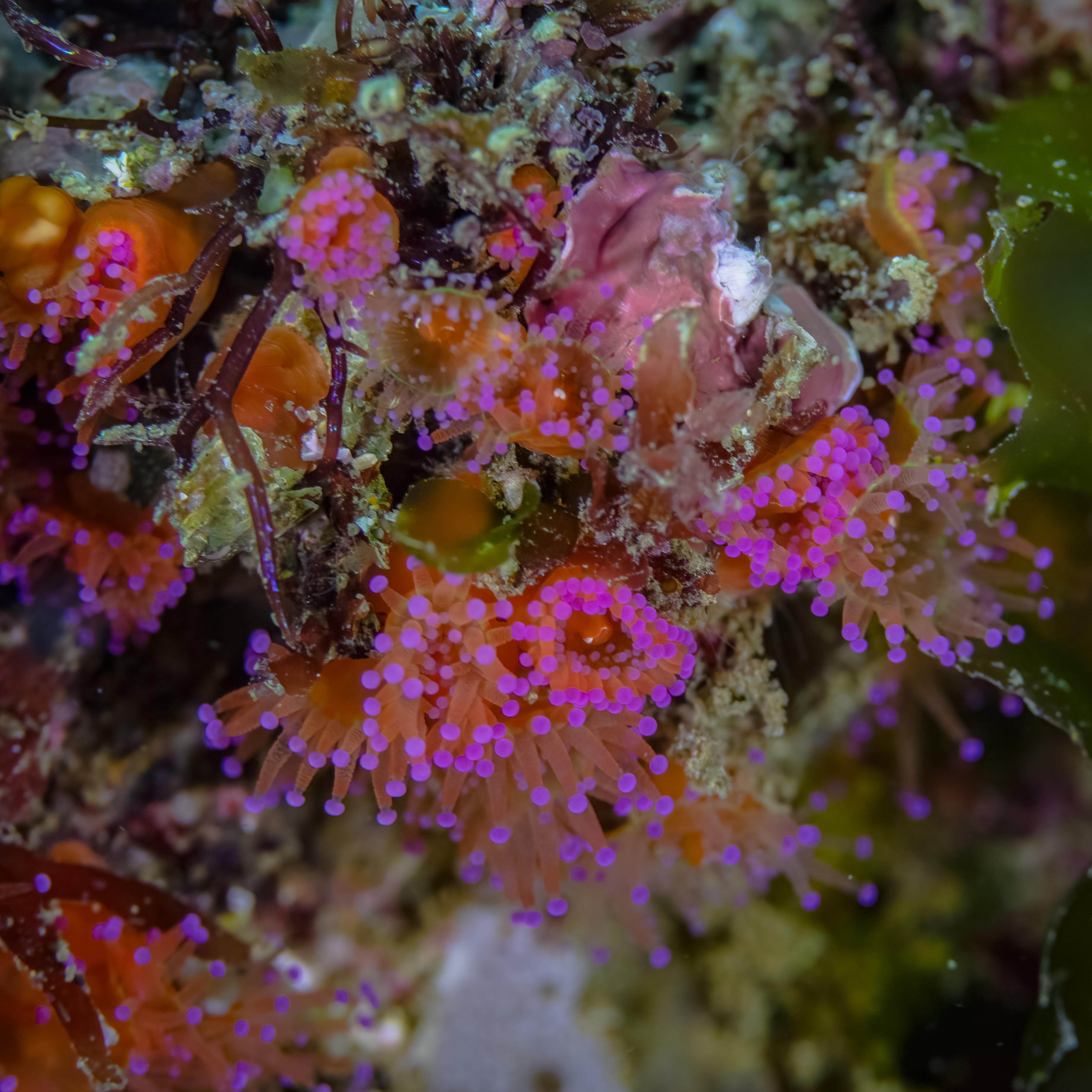
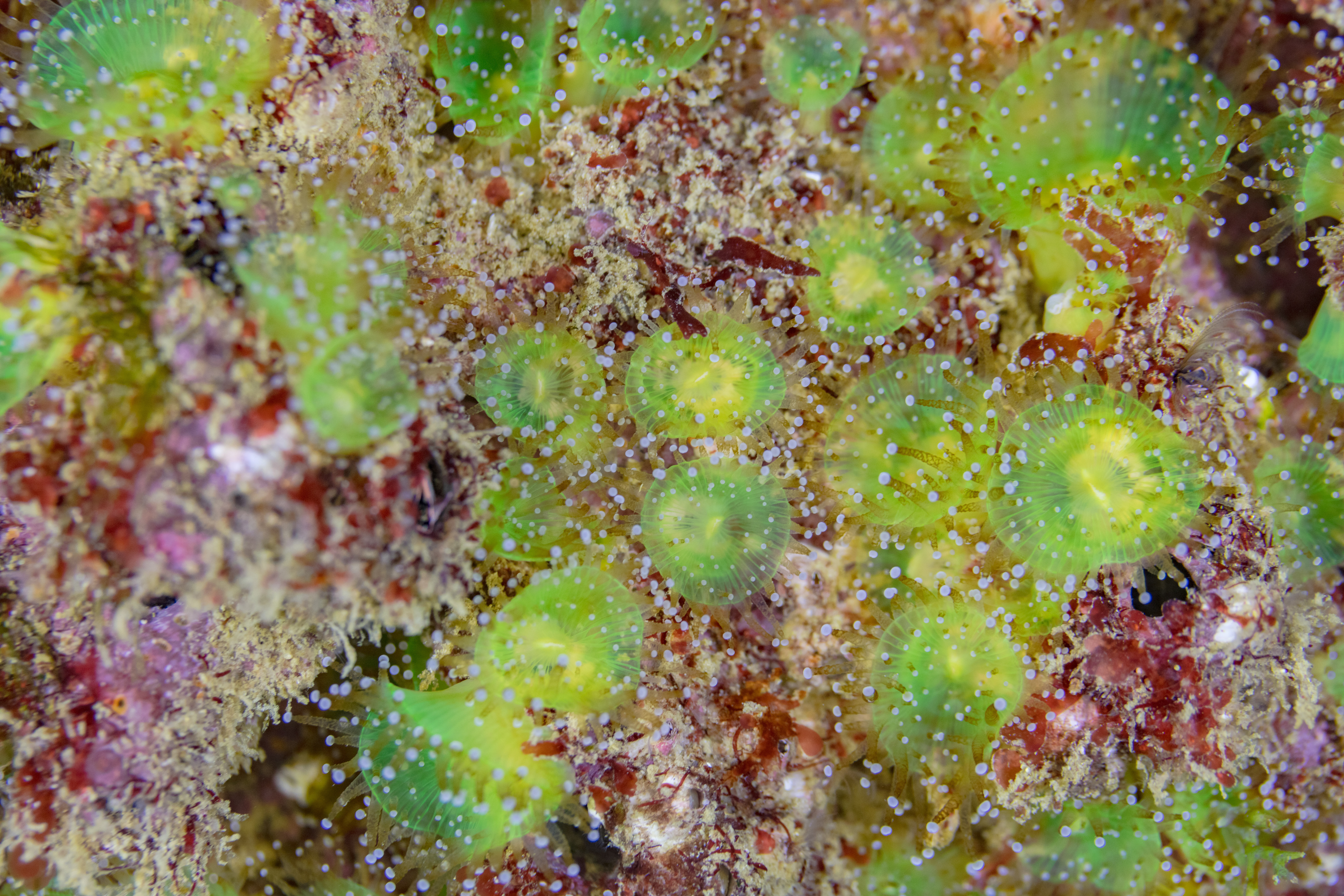